# Grand Prix Malajsie 2003

Schéma okruhu

Grand Prix Malajsie
V Petronas Malaysian Grand Prix
- 23. březen 2003
- Okruh Sepang
- 56 kol x 5,543 km / 310,408 km
- 699. Grand Prix
- 1. vítězství Kimi Raikkonena
- 137. vítězství pro McLaren

## Výsledky
| Pozice | Jezdec                | Vůz              | Čas           |
| ------ | --------------------- | ---------------- | ------------- |
| 1      | Kimi Räikkönen        | McLaren MP 4/17D | 1:32'22.195   |
| 2      | Rubens Barrichello    | Ferrari F2002    | á 0:39:286    |
| 3      | Fernando Alonso       | Renault R 23     | á 1:04:007    |
| 4      | Ralf Schumacher       | Williams FW25    | á 1:28:026    |
| 5      | Jarno Trulli          | Renault R 23     | á 1 kolo      |
| 6      | Michael Schumacher    | Ferrari F2002    | á 1 kolo      |
| 7      | Jenson Button         | BAR 005          | á 1 kolo      |
| 8      | Nick Heidfeld         | Sauber C 22      | á 1 kolo      |
| 9      | Heinz-Harald Frentzen | Sauber C 22      | á 1 kolo      |
| 10     | Ralph Firman          | Jordan EJ 13     | á 1 kolo      |
| 11     | Cristiano da Matta    | Toyota TF 103    | á 1 kolo      |
| 12     | Juan Pablo Montoya    | Williams FW25    | á 3 kola      |
| 13     | Jos Verstappen        | Minardi PS 03    | á 4 kola      |
| Kolo   | Odstoupily            | -                | -             |
| 42     | Antonio Pizzonia      | Jaguar R4        | Mechanika     |
| 41     | Justin Wilson         | Minardi PS 04 B  | Mimo trať     |
| 35     | Mark Webber           | Jaguar R4        | Motor         |
| 12     | Olivier Panis         | Toyota TF 103    | Rozvodovka    |
| 2      | David Coulthard       | McLaren MP 4/17D | Motor         |
| 0      | Giancarlo Fisichella  | Jordan EJ 13     | Neodstartoval |
| 0      | Jacques Villeneuve    | BAR 005          | Převodovka    |

### Nejrychlejší kolo
- Michael SCHUMACHER Ferrari 	1'36,412 - 206.974 km/h

### Vedení v závodě
- 1-13 kolo Fernando Alonso
- 14-19 kolo Kimi Räikkönen
- 20-22 kolo Rubens Barrichello
- 23-56 kolo Kimi Räikkönen

### Postavení na startu
- Modře – startoval z boxu

| 1. řada  | 1                     | 2                    |
|          | Fernando Alonso       | Jarno Trulli         |
|          | Renault               | Renault              |
|          | 1'37.044              | 1'37.217             |
| 2. řada  | 3                     | 4                    |
|          | Michael Schumacher    | David Coulthard      |
|          | Ferrari               | McLaren              |
|          | 1'37.393              | 1'37.454             |
| 3. řada  | 5                     | 6                    |
|          | Rubens Barrichello    | Nick Heidfeld        |
|          | Ferrari               | Sauber               |
|          | 1'37.579              | 1'37.766             |
| 4. řada  | 7                     | 8                    |
|          | Kimi Räikkönen        | Juan Pablo Montoya   |
|          | McLaren               | Williams             |
|          | 1'37.858              | 1'37.974             |
| 5. řada  | 9                     | 10                   |
|          | Jenson Button         | Olivier Panis        |
|          | BAR                   | Toyota               |
|          | 1'38.073              | 1'38.094             |
| 6. řada  | 11                    | 12                   |
|          | Cristiano da Matta    | Jacques Villeneuve   |
|          | Toyota                | BAR                  |
|          | 1'38.097              | 1'38.289             |
| 7. řada  | 13                    | 14                   |
|          | Heinz-Harald Frentzen | Giancarlo Fisichella |
|          | Sauber                | Jordan               |
|          | 1'38.291              | 1'38.416             |
| 8. řada  | 15                    | 16                   |
|          | Antonio Pizzonia      | Mark Webber          |
|          | Jaguar                | Jaguar               |
|          | 1'38.516              | 1'38.624             |
| 9. řada  | 17                    | 18                   |
|          | Ralf Schumacher       | Jos Verstappen       |
|          | Williams              | Minardi              |
|          | 1'38.789              | 1'40.417             |
| 10. řada | 19                    | 20                   |
|          | Justin Wilson         | Ralph Firman         |
|          | Minardi               | Jordan               |
|          | 1'40.599              | 1'40.910             |
| -------- | --------------------- | -------------------- |

### Zajímavosti
- Vůz se startovním číslem 8 stál po 25 na pole positions
- Fernando Alonso stal na pole positions poprvé